# Гвадзабия, Иосиф Берукович
Иосиф Берукович Гвадзабия (1893 год, село Носири, Зугдидский уезд, Кутаисская губерния, Российская империя — неизвестно, Зугдиди, Грузинская ССР) — председатель исполкома Совета народных депутатов Цхакаевского района, Грузинская ССР. Герой Социалистического Труда (1948).

## Биография
Родился в 1893 году в крестьянской семье в селе Носири Зугдидского уезда. После получения начального образования трудился в сельском хозяйстве. В последующем участвовал в Гражданской войне, установлении советской власти в Зугдидском районе. Член ВКП(б). Трудился на различных административных и партийных должностях в сельском хозяйстве Грузинской ССР, занимался развитием колхозного движения в Зугдидском районе.
В годы Великой Отечественной войны был директором Ачигварской 1-й чайной фабрики треста «Чай-Грузия». За успешное руководство предприятием в военное время был награждён Орденом «Знак Почёта». В послевоенные годы был избран председателем райисполкома Цхакаевского района. Занимался развитие сельского хозяйства в районе. Благодаря его деятельности сельскохозяйственные предприятия Цхакаевского района в 1947 году перевыполнили в целом по району плановый сбор кукурузы на 47,3 %. Указом Президиума Верховного Совета СССР от 21 февраля 1948 года удостоен звания Героя Социалистического Труда за «получение высоких урожаев пшеницы и кукурузы в 1947 году» с вручением ордена Ленина и золотой медали «Серп и Молот» (№ 857).
Этим же Указом званием Героя Социалистического Труда были награждены административные, хозяйственные и партийные деятели Цхакаевского района первый секретарь Цхакаевского райкома партии Александр Кварацхелия, заведующий районным отделом сельского хозяйства Ной Ионович Гагуа, главный районный агроном Михаил Батломович Сабахтаришвили и директор Цхакаевской МТС Варлам Несторович Купрейшвили.
За выдающиеся трудовые достижения по итогам работы в 1950 году награждён вторым Орденом Ленина и в 1967 году — Орденом Трудового Красного Знамени.
После выхода на пенсию проживал в Зугдиди. С 1968 года — персональный пенсионер союзного значения. Дата смерти не установлена.
Награды
- Герой Социалистического Труда
- Орден Ленина — дважды (1948; 19.04.1951)
- Орден «Знак Почёта» (07.01.1944)
- Орден Трудового Красного Знамени (28.10.1967)
- Медаль «За оборону Кавказа» (01.05.1944)